# Amandus (helgon)
Amandus, även Amandus av Belgien (av Maastricht), född cirka 584 och död cirka 676, var en fransk biskop och missionär. Namnet är latin för älskvärd. Efter hans mission bland friserna norr om Frankrike räknas han som en av Belgiens apostlar. Han vördas som skyddshelgon över Flandern och hans helgondag firas den 6 februari.

## Biografi
Amandus biografi, Vita Amandi, skrevs ner på 700-talet och utvidgades på 800-talet. På 1000-talet och 1100-talet populariserades kulten kring honom av illustrerade versioner av texterna. Det finns en text bevarad som anses vara hans testamente. Enligt texterna föddes han i Nedre Poitou i närheten av Nantes i västra Frankrike i en förnäm familj. Hans föräldrar hade ledande ställningar i området. I tjugoårsåldern rymde han till ett kloster ,på en ö utanför La Rochelle på Frankrikes västkust och blev munk. Han prästvigdes i Tours och begav sig därefter till Bourges. Här levde han som eremit på vatten och bröd i en cell i stadsmuren under femton år.
Under en pilgrimsresa till Rom fick han en uppenbarelse i vilken aposteln Petrus bad honom missionera hos friserna norr om Frankrike. Vid återkomsten till Tours blev han vigd till biskop utan säte och han begav sig ut på mission. Förutom hos friserna missionerade han hos baskerna i Navarra och hos slaverna vid Donau i nuvarande Kärnten.
Amandus blev förvisad från Frankrike efter att ha kritiserat kung Dagobert I för syndfullt leverne och för att använda makt för att omvända hedningar. År 631 ångrade kungen sig och kallade till sig Amandus för att få sin son döpt av ”landets heligaste man”.
I början av missionerandet stötte han på stora svårigheter och fick utstå misshandel. Enligt legenden gick det lättare senare han återuppväckt en hängd brottsling från de döda. Han grundade en mängd kloster i framförallt i Flandern. Ett av dessa kloster, Elno, vid Tournai, grundades på mark han fått av Dagobert I och det gjorde han till sitt högkvarter. Klostret och byn som bildades runt klostret bytte senare namn till Saint-Amand-les-Eaux. Enligt vissa ifrågasatta uppgifter var han en tid biskop av Maastricht. Vid ungefär 92 års ålder avled han i klostret i Saint-Amand-les-Eaux. I hans testamente finns en förbannelse över den som flyttar hans kropp från klostret. Trots det har relikerna flyttats vid två tillfällen. År 882 och 883 plundrades slottet av vikingar och relikerna flyttades tillfälligt till Saint-Germain-des-Prés i Paris. År 1066 drabbades klostret av en stor brand och den enda delen av det som klarade sig var den krypta är relikerna låg. För att samla in pengar till återuppbyggnaden bars relikerna runt på landsbygden. Enligt traditionen skedde flera mirakel med anknytning till relikerna och det var under den här tiden som hans biografi illustrerades. År 1088 stod det nya klostret färdigt.
Kulten kring Amandus var störst i Flandern, ett centrum för sprit, vin och öltillverkning vilket har gjort honom till skyddshelgon för yrken förknippade med produktion, försäljning och hantering av alkohol. Han är även ett av scoutrörelsens skyddshelgon.